# Robert Nußbaum

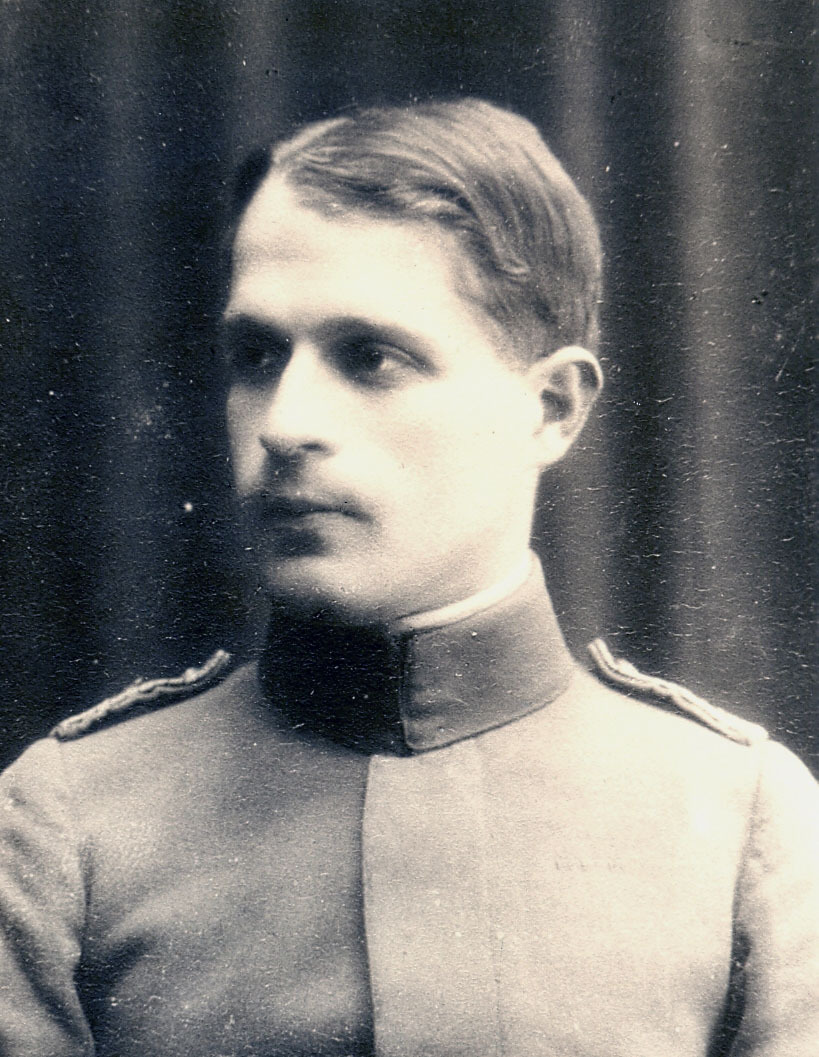
Robert Nußbaum als Soldat, ca. 1914

Robert Nußbaum (* 30. Mai 1892 in Straßburg; † 15. April 1941 im KZ Sachsenhausen) war ein deutscher Arzt und Philanthrop.

## Leben

### Herkunft und Ausbildung
Robert Nußbaum wurde als Sohn des jüdischen Lehrers Moritz Nußbaum und seiner Ehefrau Ida, geb. Koppel, in Straßburg, das damals zum deutschen Reich gehörte, geboren. Er war ein Onkel des Journalisten Peter Scholl-Latour.
Nach dem Abitur trat er am 1. April 1914 als Einjährig-Freiwilliger in das Infanterie-Regiment 132 in Straßburg ein, mit dem er in den Ersten Weltkrieg zog. Bereits im August 1914 erhielt er auf Grund kühner Patrouillenunternehmungen das Eiserne Kreuz 2. Klasse vom Korpskommandeur von Deimling persönlich. Mitte 1915 wurde er als Unterarzt zum Infanterie-Regiment 143 vor Ypern versetzt und blieb dort bis zum Beginn der Schlacht um Verdun, als er verwundet wurde. Am 21. November 1918 wurde er aus dem Heeresdienst entlassen. Als Chefarzt des Festungslazaretts in Straßburg kümmerte er sich weiter um Verwundete und Kranke im Elsass, bis das Lazarett von der französischen Militärbehörde aufgelöst und die Deutschen ausgewiesen wurden.
Robert Nußbaum studierte dann Medizin in Tübingen, um nach der Promotion zum Dr. med. bis 1922 im Krankenhaus Esslingen zu arbeiten, wo er sich besonders in der Kinderfürsorge hervortat. Nach kurzer Tätigkeit in Düsseldorf wurde er Erster Assistenzarzt beim Säuglings- und Kinderschutz in Dortmund. Dort stellte er sich während der Ruhrbesetzung der Zentrale des passiven Widerstandes zur Verfügung, musste aber Ende März 1923 wegen drohender Verhaftung das Ruhrgebiet verlassen.

### Arzt in Minden
Seitdem lebte und wirkte Nußbaum als Stadtarzt in Minden. Er kümmerte sich insbesondere auch um Alkoholiker und Tuberkulosekranke. Arme Familien betreute er nicht nur ärztlich, sondern stand ihnen auch wohltäterisch in allen Nöten zur Seite. Am 29. Januar 1932 wurde er für die Zeit bis 31. Dezember 1935 als Gerichtsarzt des Versorgungsgerichtes berufen. Er war Mitglied der SPD und schon seit seiner Jugend Mitglied des Wandervogels (1917 Schatzmeister) bzw. des späteren Kronachbundes.
Nach der „Machtergreifung“ der NSDAP wurde ihm am 31. August 1933 wegen seiner SPD-Mitgliedschaft die weitere Ausübung seines Mandates als Mitglied des Elternbeirates der Bürgerschule II durch Polizeiverfügung untersagt. Am 28. Februar 1934 teilte ihm der Verein der Kassenärzte des Kreises Minden mit, dass er als „nichtarischer“ Arzt nicht am Sonntagsdienst teilnehmen könne, während ihm am 6. November 1934 das Ehrenkreuz für Frontkämpfer verliehen wurde.

### Verhaftung und Tod
Im Februar 1937 kam es zum Streit mit zwei Mindener Arzt-Kollegen, die zwei Restaurant-Wirte aufgefordert hatten,  Nußbaums Patienten den Zugang zu verwehren. Dies führte schnell zu Maßregelungen und einer Gerichtsklage der Kassenärztlichen Vereinigung Deutschlands (KVD), wogegen Nußbaum Beschwerde einlegte. Die beiden Ärzte verklagten ihn wegen Beleidigung. In zwei Verfahren im Mai und Juni 1937 verurteilte ihn das Mindener Schöffengericht auf Grund fragwürdiger Beweise zu Geldstrafen, wogegen der Angeklagte und die Nebenkläger Berufung einlegten. Im August 1937 verwarf die Große Strafkammer des Landgerichts Bielefeld die Berufung und verurteilte den Angeklagten zu einer Gefängnisstrafe von einem Monat. Allerdings war Nußbaum bereits am 14. Juli 1937 verhaftet und in „Schutzhaft“ genommen worden. Er  kam nie mehr frei. In einem weiteren Gerichtsprozess wegen „Rassenschande“ auf Grund von Aussagen einer psychisch Kranken verurteilte ihn die Bielefelder Strafkammer zu einer Zuchthausstrafe von drei Jahren und drei Jahren Ehrverlust mit Verbot der Berufsausübung als Arzt für die Dauer von fünf Jahren. Dagegen legten Nußbaum und seine Verteidigung sofort Revision beim Reichsgericht in Leipzig ein, das in der Tat das Urteil aufhob und das Verfahren an das Landgericht Bielefeld zurückverwies. Dort wurde erneut Nußbaum zu drei Jahren Zuchthaus verurteilt. Zur Deckung der vielfältigen Prozesskosten musste der gesamte Besitz Nußbaums verkauft werden.
Auf Drängen der Mutter Robert Nußbaums, Ida Nußbaum in Kassel, wurde ein Gnadengesuch erstellt und am 15. Juli 1940 von Nußbaums Ehefrau  Dora (geb. Quirin, 1894–1944) eingereicht, mit Ablehnung am 28. August 1940. Nach Verbüßung der Zuchthausstrafe am 14. Februar 1941 wurde Robert Nußbaum wieder in Polizeihaft genommen und in das KZ Sachsenhausen eingewiesen. Sein letzter Brief an seine Familie trägt das Datum 13. April 1941.
Seine Witwe lebte weiterhin sehr zurückgezogen in Minden und sorgte für sich und ihren Sohn Heinrich (* 1924). Die Geschwister Günter (* 1925) und Anneliese (* 1928) waren bereits Ende der 30er Jahre nach England übergesiedelt. Auf Grund einer Denunziation verurteilte das Sondergericht Bielefeld Dora Nußbaum am 3. März 1943 zu einem Jahr Gefängnis. Sie verbüßte die Strafe vom 10. Mai 1943 bis zum 16. Mai 1944 und hatte für diesen Aufenthalt 546 RM zu zahlen. Beim Bombenangriff am 6. November 1944 wurde sie in ihrem Haus Steinstraße 9 in Minden getötet und zusammen mit 107 anderen Opfern auf dem Mindener Nordfriedhof in Reihengräbern beigesetzt.